# Kirche Lorenzkirch

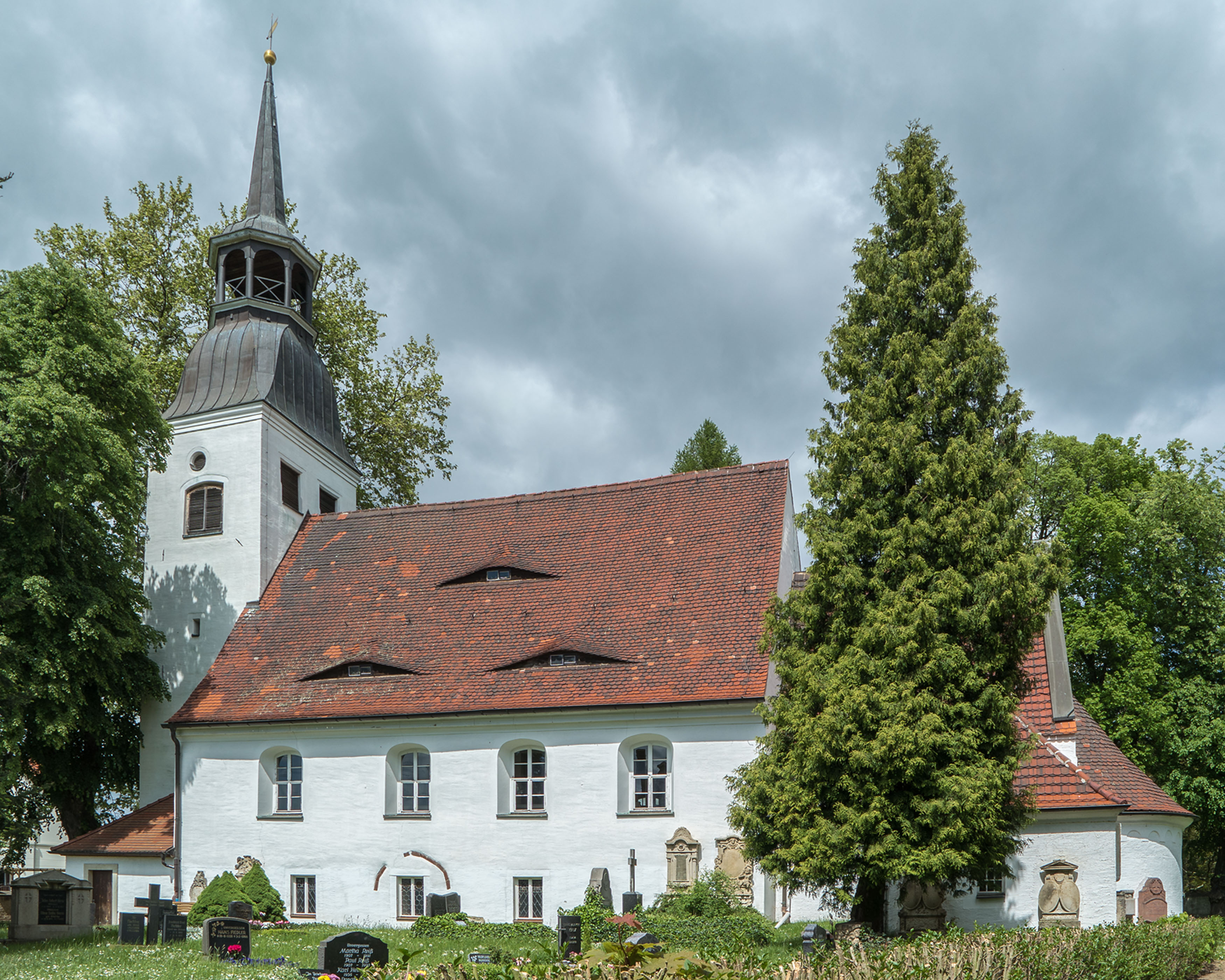
Kirche Lorenzkirch

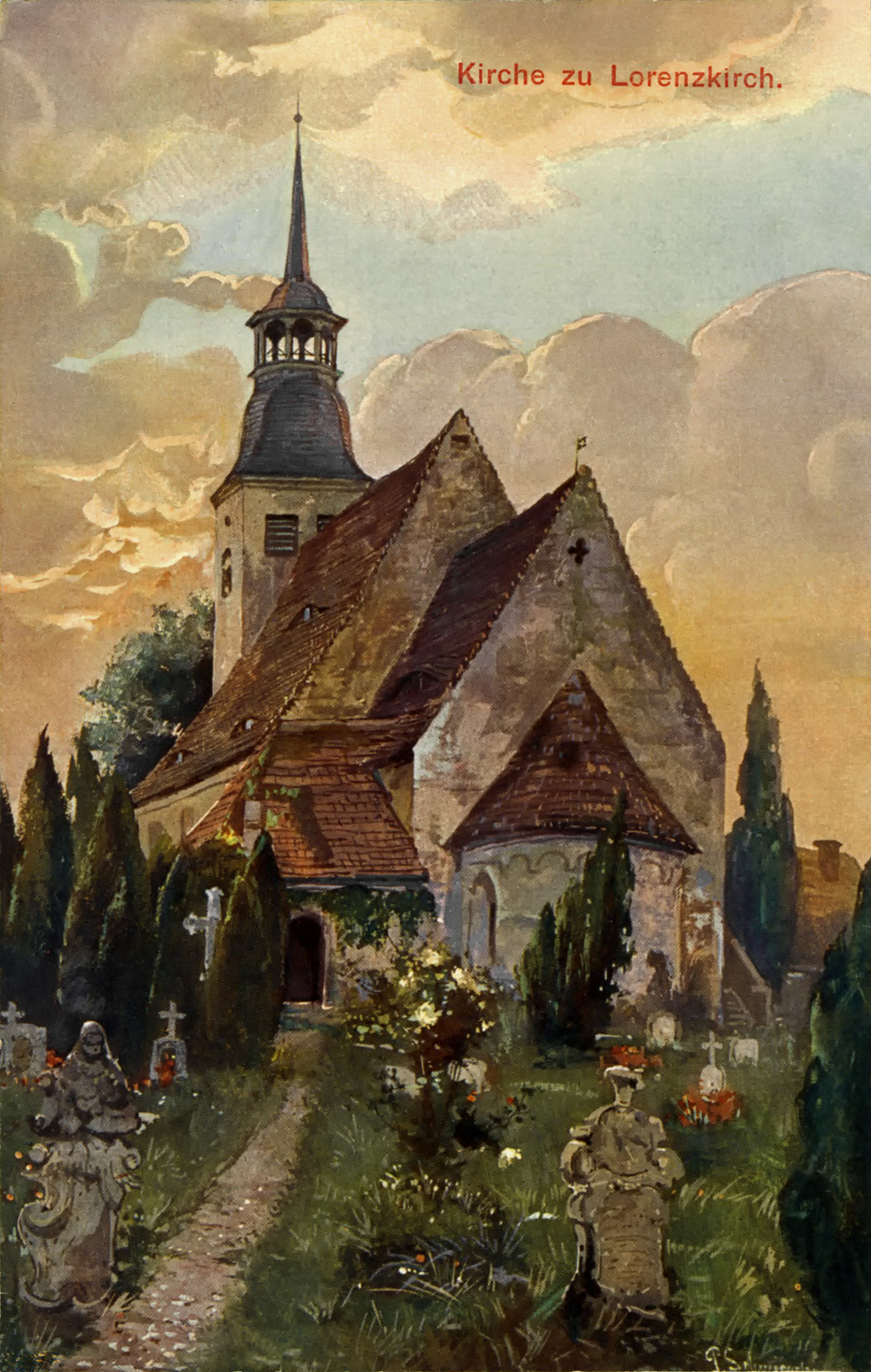
Historische Postkarte mit Ansicht der Kirche

Die evangelische Kirche Lorenzkirch (auch: St. Laurentius) im Ortsteil Lorenzkirch von Zeithain im sächsischen Landkreis Meißen ist aus einer romanischen Kirche hervorgegangen und heute eine Emporenhalle an der Grenze von Barock und Klassizismus. Sie gehört zur Vereinigten Kirchengemeinde Zeithain im Kirchenbezirk Meißen-Großenhain der Evangelisch-Lutherischen Landeskirche Sachsens.

## Geschichte und Architektur
Die malerisch am Elbübergang gelegene Dorfkirche geht auf romanische Reste zurück. Sie wurde erstmals im Jahr 1238 erwähnt und wurde vermutlich zu Beginn des 13. Jahrhunderts erbaut. Der Westturm wurde nach einem Brand im Jahr 1686 ausgebaut; im 17. Jahrhundert wurde der Chorbogen höher gelegt. Im 18. Jahrhundert wurde der Saal auf den alten Grundmauern erneuert. Im Jahr 1859 wurde das Innere neu gestaltet, Restaurierungen fanden in den Jahren 1973 und 1992 statt.
Das Bauwerk ist aus verputztem Backstein- und Bruchsteinmauerwerk erbaut und mit einem eingezogenen Chor, einer halbrunden Apsis sowie einem Satteldach versehen. An der Apsis sind Reste eines Rundbogenfrieses erkennbar. An der Südseite sind Teile eines spitzbogigen Portals erhalten; die Sakristei liegt im Südosten; im Westen akzentuiert ein Westturm mit rechteckigem Grundriss sowie mit einer kupfergedeckten Haube und einer großen offenen Laterne das Bauwerk. An der Westseite des Turms ist ein gequadertes Rundbogenportal mit der Jahreszahl 1546 angeordnet.
Das Innere ist eine dreischiffige Halle mit tonnengewölbtem Mittelschiff und flachgedeckten Seitenschiffen, in diesen und am setlichen Ende mit eingeschossigen Emporen ausgestattet. Der Chor wird durch eine ornamental bemalte Holzbalkendecke aus dem abgetragenen Herrenhaus von Elbersdorf in der Sächsischen Schweiz abgeschlossen, die vermutlich aus dem 17. Jahrhundert stammt. In der Apsiswölbung sind Reste einer mittelalterlichen Ausmalung erhalten, die Christus in der Mandorla zeigen und vermutlich aus dem 13. Jahrhundert stammen.

## Ausstattung
Das Hauptstück der Ausstattung ist ein spätgotischer Flügelaltar aus der Zeit um 1580, auf dessen Mitteltafel das Abendmahl gemalt ist; auf den Flügeln sind die Evangelistensymbole dargestellt. Die Kreuzigungsgruppe auf der Mensa wurde von August Schreitmüller geschaffen und trägt die Jahreszahl 1906. Die stark ergänzte Kanzel aus Sandstein stammt aus der Kirche Thallwitz im Muldentalkreis. Der runde Korb ist mit einer Darstellung der Aufrichtung der Ehernen Schlange und der Kreuzigung ausgestaltet, eine Figur des Moses dient als Kanzelträger. An der Treppenbrüstung sind Petrus und Paulus dargestellt; das Werk stammt aus der Zeit kurz nach Mitte des 16. Jahrhunderts. Ein gut erhaltenes Grabmal wurde für Anna Magdalena Pflugk († 1630) gesetzt. Auf dem Kirchhof sind wohlgestaltete Grabsteine des 18. und 19. Jahrhunderts erhalten.

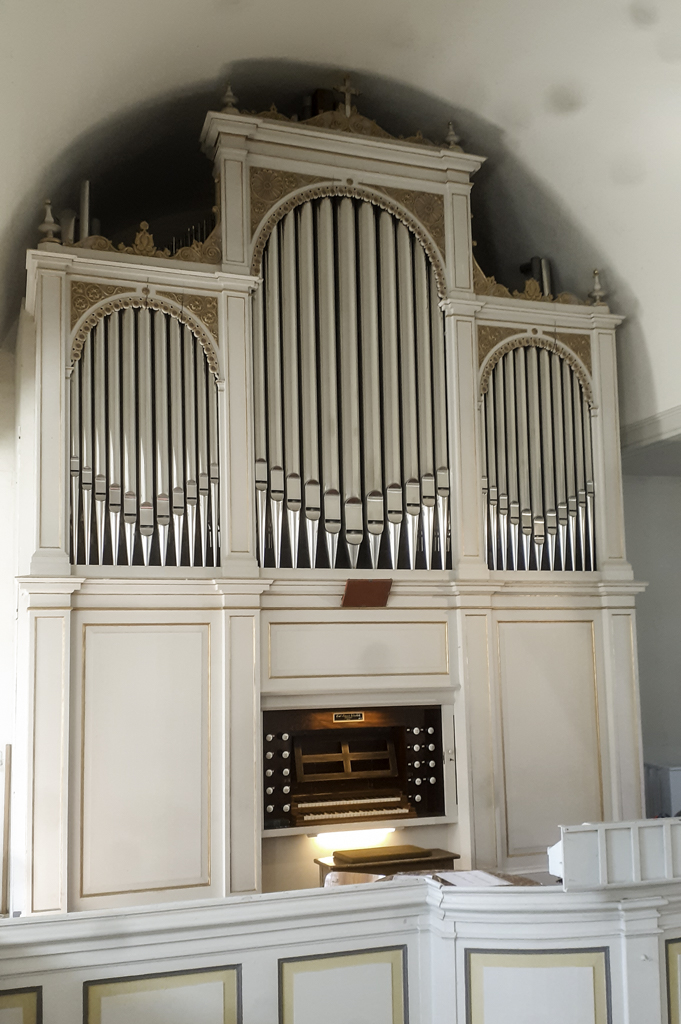
Orgel

## Orgel
Die Orgel ist ein Werk von Carl Eduard Jehmlich aus dem Jahr 1859 mit 16 Registern auf zwei Manualen und Pedal. Die Disposition lautet:
| I Hauptwerk C–d3 |        |
| Prinzipal        | 8′     |
| Rohrflöte        | 8′     |
| Viola di Gamba   | 8′     |
| Oktave           | 4′     |
| Spitzflöte       | 4′     |
| Quinte           | 2 ⁄3′  |
| Oktave           | 2′     |
| Tertia           | 1 3⁄5′ |
| Mixtur III       |        |

| II Oberwerk C–d3 |    |
| Gedackt          | 8′ |
| Prinzipal        | 4′ |
| Rohrflöte        | 4′ |
| Oktave           | 2′ |

| Pedal C–d1   |     |
| Subbaß       | 16′ |
| Quintatönbaß | 16′ |
| Prinzipalbaß | 8′  |

- Koppeln: II/I, I/P, II/P